# Тали’Зора
Тали’Зора (англ. Tali'Zorah), или Тали для краткости (англ. Tali), — персонаж серии компьютерных игр Mass Effect, созданной компанией BioWare. Она появляется во всех играх трилогии, в которых является одним из членов команды «Нормандии», корабля главного героя. Тали — кварианка, умелый техник и инженер, дочь адмирала Раэля’Зоры. Во всех играх Тали была озвучена Эш «Лиз» Срокой. Помимо игр, Тали также появляется в комиксе «Родина».
В первой игре Тали была единственной представительницей кварианской расы. В Mass Effect 2 разработчики планировали масштабный редизайн персонажа, однако от этой идеи отказались, оставив слегка изменённый оригинальный облик, так как он хорошо выделялся на фоне остальных кварианцев. По изначальной задумке, в Mass Effect 3 Тали должна была перестать быть напарницей игрока, однако после споров в команде разработчиков было решено её вернуть. Кроме того, разработчики долго спорили на тему того, стоит ли показывать игрокам её лицо, скрытое за маской скафандра.
Тали является одним из самых известных персонажей серии. В сети велись горячие споры на тему того, какая внешность скрывается за её скафандром, однако когда разработчики открыли её лицо, его раскритиковали за использование стоковой фотографии; в ремастере Mass Effect: Legendary Edition его заменили на другое изображение. Было выпущено множество сувениров с изображением Тали.

## Описание
Она такая крутая, такая сильная, такая саркастичная и прямая; но в Mass Effect 2 мы увидим, насколько ранимой она может быть. В моём понимании, по мере того, как Тали крепла и узнавала, насколько жестокой бывает галактика, она глубоко внутри себя сохраняла ту невинность, с которой начинала паломничество.
Тали — кварианка, представительница кочевой инопланетной расы, родная планета которых, Раннох, была захвачена созданной ими же синтетической формой жизни — гетами. Слабый иммунитет кварианцев вынуждает Тали постоянно носить скафандр, который также скрывает её внешний вид и выражение лица. Игрок впервые встречает Тали, когда та проходит паломничество — своеобразный обряд перехода, в ходе которого молодые кварианцы отправляются в странствие в поисках будущего подарка для капитана корабля, в экипаж которого они хотят вступить. После событий Mass Effect Тали завершает паломничество, что символизируется изменённым, более зрелым дизайном персонажа в последующих играх серии. В Mass Effect 2 и Mass Effect 3 игрок может поменять внешний вид Тали на альтернативный. В Mass Effect 2 один альтернативный вид даётся за выполнение задания на лояльность Тали, а другой можно приобрести в виде DLC Alternate Appearance Pack 2; в Mass Effect 3 один альтернативный вид доступен по умолчанию, а второй даётся за покупку дополнения «Из пепла».
Тали — умелый техник и инженер, знаменитая на Мигрирующем флоте — кочевом государстве кварианцев. Она является дочерью адмирала Раэля’Зоры, что оказывает на неё дополнительное давление, хотя технически должность адмирала не передаётся по наследству. Её отец обходился с ней строго и возлагал на неё большие надежды, рассчитывая, что она станет примером для остальной флотилии; это отдалило его от Тали и причиняло ей страдание. Благодаря отцу, Тали получила лучшую возможную боевую подготовку на флотилии.

## Создание
Изначально Тали была единственной представительницей кварианской расы в Mass Effect. Разработчики сначала создали концепт-арты Тали и кварианцев, а затем использовали их при проектировании внешнего вида гетов. В Mass Effect 2 внешний вид Тали планировалось кардинально изменить, но разработчики отказались от этой идеи, вернувшись к улучшенной версии оригинальной внешности — в частности потому, что это выделяло Тали на фоне других кварианцев, добавленных в Mass Effect 2. Команде было очень сложно разрабатывать дизайн Тали в Mass Effect 3, поскольку многие разработчики привязались к этому персонажу и воспринимали изменения близко к сердцу, хотя арт-директор ME3 Дерек Уоттс считал, что большая часть фанатов поддерживала редизайны.
На совещаниях по именам в Bioware Тали изначально получила имя «Талси Ора» (англ. Talsi Orah), где «Ора» — это прозвище. Однако в дальнейшем разработчики поменяли его по двум причинам: во-первых, они посчитали, что это имя странно звучало из-за кажущейся паузы в середине, а во-вторых, оно было «слишком мягким» для её персонажа. По ходу сюжета имя Тали несколько раз менялось. Её родной корабль назывался «Райя», о чём свидетельствует её первое полное имя — «Тали’Зора нар Райя». В начале Mass Effect 2 её зовут «Тали’Зора вас Нима», что показывает, что по завершении паломничества она присоединилась к экипажу корабля «Нима». Во время задания на её лояльность она официально присоединяется к команде капитана Шепард(а), что снова отражается в её имени — «Тали’Зора вас Нормандия».
Во всей трилогии Тали была озвучена нью-йоркской актрисой Эш «Лиз» Срокой. Mass Effect стал для Лиз дебютным проектом в игровой индустрии. Она проходила прослушивание сразу на три роли: женскую версию капитана Шепард, Тали’Зору и ещё одну героиню. Получив роль Тали, она по-прежнему не представляла объём предстоящей работы. Во время записи звукорежиссёр Джинни Максвэйн объясняла актрисе контекст реплики, после чего записывалось два дубля подряд: один для использования в игре, и один запасной. Если Джинни не устраивал результат, записывались дальнейшие дубли, в противном случае они сразу переходили к следующей реплике. В таком формате Срока работала примерно по четыре часа в день, как правило, начиная со спокойных реплик, и к концу дня приступая к записи высказываний на повышенных тонах и боевых сцен. При озвучивании Тали актриса использовала акцент, который описывала как «неопределённый псевдо-восточноевропейский, кварианский цыганский».
Срока описывала Тали как чрезвычайно верную, «твёрдо стоящую на своих убеждениях» девушку, которой при этом не чужда скромность. Актриса также подчёркивала ранимость Тали, считая это одной из сильных черт персонажа. Возможный роман Тали с Шепардом она описывает как «её сексуальное пробуждение», что в понимании актрисы также помогает продемонстрировать её ранимость.
Множество людей хотят увидеть лицо Тали, и, очевидно, любое наше решение их выбесит. В духе «я думал, она будет выглядеть красиво!», или «я думал, она будет самым отвратительным существом в истории!». Так что у нас было много споров вокруг внешности Тали, и мы очень боимся этой темы. Каждый раз мы заканчиваем обсуждение словами «ладно, давайте какое-то время поговорим о чём-нибудь другом». Но рано или поздно нам придётся разрешить этот вопрос.
Как и с Гаррусом Вакарианом, в первой игре серии с Тали нельзя было завести романтические отношения, поскольку разработчики не были уверены, будут ли инопланетные персонажи привлекать игроков. В Mass Effect 2, благодаря многочисленным просьбам фанатов и способности Тали испытывать человеческие эмоции, романтическая цепочка событий была добавлена. За написание любовной линии отвечал Патрик Викс. Мак Уолтерс, ведущий сценарист Mass Effect 2, отмечал: «выбор должен состоять в том, „с кем“ вы заводите роман, а не столько в том, „как“ вы это делаете. С каждым персонажем романтические отношения развиваются по-разному в зависимости от их личностных особенностей». Если игрок выберет Тали во второй игре, он сможет продолжить этот роман в Mass Effect 3.
В Mass Effect 2 для каждого члена команды игрока была сочинена своя музыкальная композиция, которая должна была отражать его характер; для этого BioWare отправляла композиторам подробные описания персонажей. Тему Тали написал Джимми Хинсон, который до этого занимался в основном ремиксами на саундтреки игр. Хинсон работал из своего дома в Теннесси, а для создания композиций использовал FL Studio 9. Несмотря на то, что композиторам дали доступ ко всей информации об игре, Хинсон решил не читать ничего сверх того, что ему требовалось для написания музыки, поскольку хотел самостоятельно ознакомиться с игрой после её выпуска.
По ходу разработки серии художники BioWare регулярно делали наброски возможного лица Тали. В студии долгое время шли споры на тему того, стоит ли открывать её лицо игрокам, и на момент разработки Mass Effect 3 они всё ещё не были уверены в этом. Концепт-художник Мэтт Родс считал, что было бы интересно дать игрокам сравнить свои ожидания с внешностью Тали, и посмотреть, как они отреагируют, если внешность окажется «на каплю более инопланетной, на каплю более отталкивающей», чем они ожидали. Разработчики осознавали, что любое решение вызовет раздражение у тех или иных людей, и что оставление лица Тали в секрете могло бы стать компромиссным решением, устраивающим всех. BioWare хотели показать её лицо «со вкусом», не ограничиваясь возможностями игрового движка, и решили, что фотография, которую подарит Тали, будет лучшим решением. Чтобы изображение лица было похоже на реальное фото, разработчики взяли за основу стоковую фотографию. Тали оставит эту фотографию игроку, если он продолжит с ней роман в Mass Effect 3.
Разработчики сомневались в том, стоит ли включать Тали в команду главного героя в Mass Effect 3. Однако некоторые сценаристы, включая Викса, полюбили Тали, и настолько горячо отстаивали её включение, что разработчики решили, что игроки могут разделять эту любовь к Тали. По словам Престона Ватаманюка, ведущего дизайнера серии, смерть Тали была одним из моментов, прорабатывать которые было особенно тяжело, однако он чувствовал, что такая возможность в игре должна быть, поскольку в ней уже была опция уничтожения кварианской расы.

## Появления

### Mass Effect
Тали впервые появляется в первой игре трилогии, Mass Effect (2007). Во время своего паломничества она узнаёт о том, что спектр (элитный агент галактического правительства) Сарен Артериус объединился с гетами и атаковал Иден Прайм — первую колонию людей. Тали отправляется на встречу с Серым Посредником в надежде продать эту информацию, однако организатор встречи, Фист, предаёт её, и Тали попадает в засаду. Ей на помощь приходит капитан Шепард — персонаж, которым управляет игрок. Тали передаёт свидетельства капитану, что в конечном итоге приводит к отзыву статуса спектра Сарена. Шепард отправляется по следу Сарена, и кварианка решает помочь ему(ей) в этой миссии. Игрок может при желании брать Тали на задания, а между миссиями говорить с ней на «Нормандии», корабле Шепард(а).
Попав на борт «Нормандии», Тали очень радуется возможности изучить передовые технологии, на которых основан корабль, и проводит всё свободное время в инженерном отсеке возле двигателя. Во время второго диалога Тали выглядит более печальной и замкнутой. Она рассказывает Шепард(у), что не может нормально спать, поскольку двигатели «Нормандии» работают значительно тише кораблей её родной флотилии, где тишина сигнализировала о сбоях в работе двигателя или очистителя воздуха. Кроме того, «Нормандия» после кварианских кораблей кажется для неё слишком пустой. В следующем диалоге к Тали возвращается весёлое расположение духа, поскольку кварианка приспосабливается к жизни на «Нормандии», а экипаж корабля, в особенности Шепард, относится к ней благосклонно. Тали благодарит за это главного героя, отмечая, что обычно другие расы считают кварианцев людьми второго сорта, и Шепард — первый человек, относящийся к ней как к равной.
Если игрок проходит побочное задание, связанное с гетами, и говорит после него с Тали, та спрашивает разрешения скопировать полученные данные гетов, поскольку именно их она искала по ходу своего паломничества. Если игрок разрешает ей это сделать, Тали радуется, обещая взамен помочь Шепард(у) победит Сарена. Если игрок отказывает Тали в её просьбе, она всё равно остаётся на корабле до сражения с Сареном, однако покидает команду сразу после этого, дабы закончить своё паломничество.

### Mass Effect 2
В сиквеле 2010 года игрок вновь встречает Тали во время прохождения второй миссии. Задание разворачивается на человеческой колонии Путь Свободы, подвергшейся нападению «коллекционеров», в результате которого все колонисты-люди были похищены. Тали возглавляет группу кварианцев, занимающуюся поиском Витор’Нара, проходившего на Пути Свободы своё паломничество. Шепард предлагает Тали помощь в поисках, и Тали соглашается, вопреки возражениям её команды. Кварианцы направляются к местоположению Витора и попадают под обстрел механических стражей, перепрограммированных Витором. Команда Шепард(а) прибывает слишком поздно, чтобы спасти всех кварианцев, но им удаётся уничтожить роботов и успокоить Витора. Опросив кварианца, Шепард может решить либо отправить его на Мигрирующий флот вместе с Тали, где он сможет получить необходимое лечение, либо передать его «Церебру», нанимателям Шепард(а), чтобы те допросили его тщательнее.
Следующая встреча Шепард(а) с Тали проходит на планете Хестром, бывшей кварианской колонии, на которую Шепард прибывает с намерением вновь нанять Тали в свою команду. Тали с командой кварианских солдат занимались на планете изучением феномена необычайно быстрого старения звезды, чем привлекли внимание патруля гетов. Шепард уничтожает роботов, напавших на кварианцев, и находит Тали в бункере, после чего кварианка присоединяется к команде Шепард(а), получив на то одобрение Коллегии адмиралов.
Во время своей миссии на лояльность Тали попадает под суд Коллегии адмиралов и оказывается под угрозой изгнания с Мигрирующего флота. Адмиралы обвиняют Тали в доставке на флот активированных гетов, однако она решительно отвергает обвинения в свой адрес. Тали признаётся Шепард(у), что она действительно слала отцу детали от гетов, чтобы помочь ему в разработке более эффективных видов вооружения, однако настаивает на том, что они технически не могли самоактивироваться. Когда «Нормандия» прибывает на корабль, на котором разворачивается судебный процесс, к Тали обращаются по имени «Тали’Зора вас Нормандия» — это означает, что её формально перевели в экипаж «Нормандии» без её уведомления, и что Шепард, как капитан Тали, должен(-на) представлять её в суде. Во время судебного заседания Тали узнаёт, что геты атаковали корабль «Аларей», и что её отца, находившегося на борту этого судна, скорее всего, нет в живых. Адмиралы предоставляют Тали возможность отправиться на «Аларей», чтобы зачистить корабль от гетов, а заодно найти доказательства своей невиновности. На борту «Аларея» Тали и Шепард обнаруживают труп Раэля’Зоры и журнал его экспериментов над гетами, из которого они узнают, что именно отец Тали ответственен за атаку корабля: Раэль самостоятельно собрал гетов из отправленных Тали компонентов и активировал их. Тали просит Шепард(а) не выдавать найденную информацию, чтобы не опозорить имя отца. Шепард возвращается к адмиралам, где перед игроком встаёт выбор: сохранить свидетельства в тайне (Тали изгоняют, но репутация Раэля’Зоры сохраняется), предоставить их адмиралам (Тали признаётся невиновной ценой репутации отца) или попытаться апеллировать к народной поддержке и прошлым заслугам Тали (в случае успеха Тали оправдывают, а её отец сохраняет репутацию).
Во время «самоубийственной миссии», финального задания Mass Effect 2, Тали может погибнуть в зависимости от выборов игрока. Шансы её гибели возрастают, если игрок передаёт доказательства вины отца Тали суду против её воли, или если он вовсе не приступал к выполнению её задания на лояльность.

### Mass Effect 3
Если игрок не импортирует сохранение Mass Effect 2, в котором Тали погибла, кварианка возвращается в Mass Effect 3. Игрок встречает её, когда прибывает на Мигрирующий флот, дабы заручиться их помощью в войне против Жнецов — расы могущественных разумных полусинтетических-полуорганических кораблей, прибывших с целью уничтожения всей разумной жизни в галактике. Тали присоединяется к отряду и рассказывает о планируемой атаке кварианцев на гетов, союзников Жнецов, осуществляемой с целью отвоевать Раннох. В зависимости от выборов игрока во второй игре, Тали может быть либо адмиралом кварианского флота, либо простым советником по борьбе с гетами. В определённый момент игроку приходится выбрать сторону в войне между кварианцами и гетами, что приводит к уничтожению одной из рас; при выполнении определённых условий он также может договориться о прекращении огня, что сохранит жизнь обеим сторонам конфликта. Если игрок выступает на стороне гетов и допускает уничтожение кварианской расы, Тали бросается с обрыва в пропасть; в противном случае она присоединяется к отряду игрока, после чего её можно будет найти в различных отсеках «Нормандии», где она взаимодействует с другими членами экипажа. Если Тали погибла в Mass Effect 2, её нарративную роль берут на себя адмиралы Даро’Зен вас Морех и Шала’Раан вас Тонбай, но ни один из них не присоединяется к команде игрока.
В дополнении «Mass Effect 3: Цитадель» раскрываются дополнительные черты характера Тали, в том числе (в зависимости от выбранных игроком диалоговых опций и того, находится ли Тали в романе с Шепардом): её интерес к романтическим фильмам, её талант к пению и пародированию звуков «Нормандии» и тот факт, что она не очень хорошо переносит алкоголь.

### Mass Effect: Родина № 2
Второй выпуск комикса «Родина» был посвящён прошлому Тали. Комикс, вышедший 30 мая 2012 года, повествует о начале паломничества Тали и о событиях, предшествовавших её появлению в первой игре.
Тали’Зора и Кина’Брейж отправляются на планету Иллиум на кварианском корабле «Гонората», однако по пути замечают активность гетов на неизвестной ледяной планете. Тали уничтожает одного гета и добывает его блок памяти, на котором обнаруживает запись разговора Серана с Матриархом Бенезией, обсуждающих атаку на Иден Прайм.
Прибыв на Иллиум, команда корабля подвергается атаке наёмников под предводительством Коммандера Якобуса, нанятого Сареном. Тали и Кина, оказавшиеся единственными выжившими, зайцем летят на Цитадель, однако их обнаруживают и сдают службе безопасности по прибытии. Кварианцы пытаются рассказать о найденных свидетельствах, однако их игнорируют и приказывают покинуть Цитадель. Вскоре они вновь попадают в засаду Якобуса, который ранит Тали и Кину. Пустившейся бежать Тали удаётся заманить гонящегося за ней Якобуса в ловушку и убить его, однако Кина истекает кровью и умирает.
Тали прибывает в клинику доктора Мишель, которая обрабатывает её раны. В клинике Тали встречается с Барла Воном, который предлагает ей отправиться в бар «Логово Коры», чтобы связаться с Серым Посредником и продать ему добытую информацию — что подводит к событиям первой Mass Effect.

## Критика
Критики положительно отзывались о Тали. Эван Сатхофф в статье для UGO поставил её на четвёртое место в списке лучших напарников в компьютерных играх, сравнив её шарм «живущей по соседству невинной девушки» с сексапильностью Кортаны из Halo. Кэролин Гадмандсон из GamesRadar назвала Тали одной из персонажей, «ради которых стоит стать геем», отметив её «мягкий характер и налёт таинственности», а также талант к технике и акцент. Рассуждая о возможной экранизации Mass Effect, Дэн Рикерт из Game Informer назвал лучшим кандидатом на роль Тали Фамке Янссен, поскольку она обладает похожей фигурой и ранее исполняла роль Ксении Онатопп, говорящей с русским акцентом, в фильме «Золотой глаз» бондианы.
Тали является одним из самых известных персонажей трилогии, многие источники называют её любимой среди фанатов серии. Стивен Хоппер в статье для IGN назвал Тали своим вторым любимым персонажем Mass Effect после Гарруса Вакариана, отметив её «милую гиковатость», а также сюжет, разворачивающийся вокруг неё. Сал Базиль из UGO поставил её на четвёртое место в списке лучших напарников в Mass Effect 3, отметив её игровые способности. Кейт Грей из Kotaku была так шокирована и напугана смертью Тали, к которой привели её выборы по ходу первого прохождения Mass Effect 3, что она осознала, как по ходу трилогии Тали превратилась «из озвученного набора технических умений в личность, вклад и компанию которой я ценила… по крайней мере, пока не стало слишком поздно». Кирк Гамльтон из Kotaku назвал диалоги тет-а-тет с Тали лучшими среди всех диалогов с напарниками в дополнении «Цитадель». В декабре 2014 года издание IGN провело голосование среди читателей с целью собрать лучшую команду для RPG, по результатам которого Тали попала в список запасных персонажей, заняв 20 место. В другом голосовании среди читателей, проведённом в 2015 году журналом PC Gamer, Тали заняла третье место в голосовании на самую популярную романтическую пару в Mass Effect, уступив Лиаре Т’Сони и Миранде Лоусон, а также была названа вторым самым популярным персонажем Mass Effect после Гарруса Вакариана. В серии голосований, проведённых Книгой рекордов Гиннесса в 2016 году, Тали оказалась на втором месте в рейтинге самых популярных романтических пар, набрав 28 % голосов, уступив первое место Лиаре с 29 % голосов. В 2016 году PC Gamer поставил Тали на шестое место в списке лучших напарников в серии Mass Effect; журналисты похвалили сюжетную арку кварианки, растянувшуюся на всю трилогию, а также «её личный конфликт с Легионом, дарящий неподдельно напряжённые сцены, и миссию на лояльность Тали, успех в которой зависит от вашего понимания кварианских обычаев и природы конфликта между кварианцами и гетами». Между тем, Энди Келли из PC Gamer включил Тали в список персонажей BioWare, которых он ненавидит, удивившись её популярности и назвав её «одним из самых унылых персонажей в истории BioWare».
7 января 2014 года в семье фанатов Mass Effect родилась девочка, которую родители назвали Тали’Зора. Она стала первым человеком, названным в честь персонажа Mass Effect.

### Лицо Тали
Вопрос о том, как лицо Тали выглядит под маской, активно обсуждался как среди критиков, так и среди игроков. Кейси Хадсон, руководитель разработки серии Mass Effect, заявил в интервью, что лицо Тали было самым популярным объектом для фан-арта. Скотт Никольс из IGN писал, что игроки хотят увидеть не только лицо Тали, но и «эмоции, которые оно способно отражать, чтобы добавить ещё один слой эмоционального взаимодействия с любимым фанатами персонажем». Том Франсис из PC Gamer включил лицо Тали в список 15 вещей, которых он хотел бы увидеть в Mass Effect 3.
Первые концепты изображали Тали без волос, с бледной кожей и кошачьими глазами. Её внешность описывалась как «на каплю более инопланетная, чем нужно», которая потенциально может не вписаться в ожидания игрока и отпугнуть его. Журналисты GamesRadar Микель Репараз и Тайлер Нагата разделяли это чувство: они считали, что её лицо должно выглядеть необычно или отталкивающе, ссылаясь на внутриигровые реплики других рас. Однако разработчики отказались от этой идеи в пользу привлекательной человекоподобной внешности. Для изображения Тали использовалась отредактированная стоковая фотография, изображающая Хаммасу Кохистани, обладательницу титула «Мисс Англия», что вызвало шквал критики со стороны игроков, посчитавших, что это решение было вызвано поджимающими сроками. Люк Планкетт из Kotaku назвал лицо Тали «сокрушительным разочарованием», отметив, что среди публикуемых фан-артов были намного лучшие варианты. Некоторые критики ставили под сомнение важность её внешности: так, Мэтт Либл из GameZone писал: «что бы [разработчики] ни сделали, это бы раскритиковали». Фанаты также были разочарованы тем, что лицо Тали было показано картинкой, в то время как постельная сцена с Тали была значительно короче остальных, и начали делать моды, исправляющие это.
В Mass Effect Legendary Edition, сборнике ремастеров 2021 года, стоковое фото было заменено на новый 3D-рендер, однако человекоподобный вид Тали был сохранён.

### Реклама и мерчандайзинг
Тали, как и другие персонажи трилогии, использовалась при создании различной рекламно-сувенирной продукции. DC Direct включила Тали в первую линейку фигурок напарников Mass Effect 2, представленную в январе 2010 года и выпущенную в апреле 2011 года. Другая фигурка Тали была представлена в ходе Comic-Con 2012 года в рамках второй линейки Play Arts Kai по Mass Effect, куда также вошла женская версия капитана Шепард. Также BioWare поддержала выпуск фанатской плюшевой игрушки Тали, запустив её продажу через официальный онлайн-магазин. В колоде игральных карт с персонажами Mass Effect, выпущенной компанией Dark Horse, Тали изображена на карте дамы червей.

### Внутриигровые источники
1. ↑  «Кодекс — Расы не в Совете Цитадели — Кварианцы: Около трех веков назад геты вынудили кварианцев покинуть их родную систему, и теперь большинство из них живет на борту кораблей Мигрирующего флота, который состоит из пятидесяти тысяч судов (от пассажирских шаттлов до передвижных космических станций). / Флотилия приютила более 17 миллионов кварианцев и, по вполне понятным причинам, располагает скудным запасом ресурсов, поэтому каждый кварианец, достигший соответствующего возраста, должен пройти своеобразный обряд посвящения, известный как Паломничество. Они покидают корабль и не возвращаются до тех пор, пока не найдут что-либо ценное для своего народа. / Представители других рас недолюбливают кварианцев за то, что они создали гетов, и за те неудобства, которые доставляет их флот по прибытии в какую-либо систему. Это стало причиной множества мифов и слухов, в том числе о том, что кварианцы на самом деле являются кибернетическими существами и под их одеждой и дыхательными масками скрывается сплав органической материи и искусственных деталей.» — BioWare, Mass Effect.
2. ↑  «Кодекс — Дополнительные материалы — Кварианцы: Паломничество: Когда кварианец, путешествующий с Мигрирующим флотом, достигает совершеннолетия, он должен покинуть родной корабль и присоединиться к другой команде. Чтобы доказать свое право на это, он должен принести своему новому капитану что-нибудь ценное. Это символизирует то, что молодой кварианец не станет обузой для судна, ресурсы которого ограничены.» — BioWare, Mass Effect.
3. ↑  «Шепард: То есть, вы — наследница кварианского трона или что-то в этом роде? / Тали: Нет, у нас всё не так. Должность моего отца не наследуется. Я сама вряд ли когда-нибудь попаду в Коллегию адмиралов. / Официально я такая же, как все. На практике все выходит иначе. Из-за отца ко мне всегда относились по-другому.» — BioWare, Mass Effect. Уровень/зона: Нормандия.
4. ↑  «Шепард: Расскажите о своем отце. / [...] Тали: Он должен был подавать всем пример, и того же ждали от его дочери. К тому же, он был очень строг. Военный человек до самых костей. / Он всегда и во всем требовал совершенства.» — BioWare, Mass Effect. Уровень/зона: Нормандия.
5. 1 2  «Тали: Мне нужен был отец, который берет больничный ради меня! Лицо которого я могла бы увидеть без шлема! / Вместо этого я получала приказы. И это. И горстку адмиралов, обзывающих меня изменницей. Такой вот подарочек от папы. / Шепард: А еще он был с тобой мысленно. И дал тебе лучшее военное образование на Флота. / Тали: Ты прав. Я знаю, что бы он сделал. Знаю лучше, чем кто-либо. Может быть...» — BioWare, Mass Effect 2. Уровень/зона: Тали: Измена.

### Внешние источники
1. 1 2 3  Retrogamer. Tali'Zorah nar Rayya Speaks! An Interview with Ash Sroka (англ.). The Gaming Liberty (26 августа 2011). Дата обращения: 14 июня 2013. Архивировано из оригинала 28 декабря 2013 года.
2. ↑  Mass Effect 2: Collector’s Edition Art Book.
3. ↑  Jube. Mass Effect 2 Alternate Appearance Pack Released (англ.). Voodoo Extreme (8 февраля 2011). Дата обращения: 25 июня 2013. Архивировано из оригинала 20 января 2012 года.
4. ↑  JC Fletcher. Wii U Mass Effect 3 includes From Ashes and Extended Cut DLC (англ.). Joystiq (14 сентября 2012). Дата обращения: 25 июня 2013. Архивировано из оригинала 12 октября 2012 года.
5. ↑  Characters: Tali'Zorah (англ.). Mass Effect 2 Official Website. Дата обращения: 14 июня 2013. Архивировано 6 декабря 2011 года.
6. ↑  Hudson, Casey. The Art of the Mass Effect Universe :  [англ.] / Casey Hudson, Derek Watts. — Dark Horse Comics, 2012-02-02. — ISBN 978-1-59582-768-5.
7. 1 2 3 4  Gaston, Martin. BioWare to show Tali's face in Mass Effect 3? (англ.). VideoGamer.com (4 июля 2011). Дата обращения: 14 июня 2013. Архивировано 3 марта 2016 года.
8. ↑  Kristjanson, Lukas. Ask-A-BioWare - Older game Q&A? (англ.). BioWare Social Network. Дата обращения: 14 июня 2013. Архивировано из оригинала 3 августа 2016 года.
9. ↑  Cox, Kate. The Faces Behind the Voices of Mass Effect 3 (англ.). Kotaku (15 марта 2012). Дата обращения: 15 июня 2013. Архивировано 4 ноября 2018 года.
10. 1 2 3  Cork, Jeff (3 июля 2011). BioWare Struggling With Tali's Unmasking. Game Informer (англ.). Архивировано 16 июня 2013. Дата обращения: 14 июня 2013.
11. ↑  Campbell, Colin. Mass Effect 3 Producer Talks Sexual Preferences (англ.). IGN (5 марта 2012). Дата обращения: 9 апреля 2013. Архивировано 6 ноября 2012 года.
12. ↑  Mass Effect 2 romance guide (англ.). GamesRadar (29 января 2010). Дата обращения: 9 апреля 2013. Архивировано 4 августа 2014 года.
13. ↑  Same-Sex Relationships in Mass Effect 3 (англ.). BioWare Blog (7 мая 2012). Дата обращения: 4 июля 2013. Архивировано 6 июня 2013 года.
14. ↑  Bailey, Kat. The Uncanny Valley of Love (англ.). 1UP.com. Дата обращения: 7 июля 2013. Архивировано из оригинала 3 декабря 2013 года.
15. ↑  Basile, Sal. Mass Effect 3 Romance Guide (англ.). UGO (21 марта 2012). Дата обращения: 14 июня 2013. Архивировано из оригинала 30 июня 2013 года.
16. 1 2 3 4  Composer Interview: Wall of Sound (англ.). OverClocked ReMix (4 мая 2010). Дата обращения: 24 июня 2013. Архивировано 24 мая 2010 года.
17. 1 2 3 4 5  Phillips, Tom. BioWare artist reveals cut Mass Effect ideas (англ.). Eurogamer (24 июля 2013). Дата обращения: 11 августа 2013. Архивировано из оригинала 27 июля 2013 года.
18. 1 2  Liebl, Matt. PAX East 2012: BioWare aimed for 'tasteful' Tali face in Mass Effect 3 (англ.). GameZone (7 апреля 2012). Дата обращения: 14 июня 2013. Архивировано 14 сентября 2014 года.
19. ↑  Beckhelling, Imogen. Mass Effect 3 remaster swaps out Tali's stock photo face. Rock, Paper, Shotgun (17 мая 2021). Дата обращения: 3 июня 2023. Архивировано 3 июня 2023 года.
20. 1 2  Mass Effect 3 nearly didn't have Tali as a squadmate (англ.). Eurogamer (23 марта 2013). Дата обращения: 14 июня 2013. Архивировано 15 мая 2013 года.
21. ↑  Mass Effect interview: BioWare leads pick their toughest death, and more!. Official Xbox Magazine (англ.). 2013-04-19. Архивировано из оригинала 22 июня 2013. Дата обращения: 25 июня 2013.
22. ↑  Reiner, Andrew (23 февраля 2012). Tali Revealed As Mass Effect: Homeworlds' Second Character. Game Informer (англ.). Архивировано 2 июля 2012. Дата обращения: 14 июня 2013.
23. ↑  Saathoff, Evan. Best Video Game Companions (англ.). UGO (23 ноября 2011). Дата обращения: 22 февраля 2013. Архивировано из оригинала 9 декабря 2012 года.
24. ↑  Gudmundson, Carolyn. Videogame characters we'd go gay for, part 2 (англ.). GamesRadar (19 августа 2010). Дата обращения: 22 февраля 2013. Архивировано из оригинала 14 марта 2014 года.
25. ↑  Ryckert, Dan (25 мая 2010). Casting Call: Mass Effect. Game Informer (англ.). Архивировано 15 марта 2013. Дата обращения: 22 августа 2013.
26. 1 2  Nagata, Tyler. Mass Effect 3 – what we want to see (англ.). GamesRadar (31 августа 2010). Дата обращения: 22 февраля 2013. Архивировано 18 октября 2015 года.
27. 1 2  Nichols, Scott. Revealing Tali's Face in Mass Effect 3 (англ.). IGN (8 октября 2011). Дата обращения: 22 февраля 2013. Архивировано 30 ноября 2012 года.
28. 1 2  Francis, Tom. 15 things we want to see in Mass Effect 3 (англ.). PC Gamer (16 февраля 2011). Дата обращения: 22 февраля 2013. Архивировано 16 марта 2013 года.
29. ↑  Hopper, Steven. 10 Best Mass Effect Teammates (англ.). IGN (5 января 2012). Дата обращения: 22 февраля 2013. Архивировано 13 декабря 2012 года.
30. ↑  Basile, Sal. Mass Effect 3's Best Squad Members (англ.). UGO (9 марта 2012). Дата обращения: 22 февраля 2013. Архивировано из оригинала 21 апреля 2013 года.
31. ↑  Kate Cox. It Was The Sidekicks, Not The Hero, That Made Me Love Mass Effect (англ.). Kotaku (10 апреля 2013). Дата обращения: 18 марта 2020. Архивировано 3 июня 2023 года.
32. ↑  Hamilton, Kirk. I Didn't Know Disney Helped Make The New Mass Effect 3 DLC (англ.). Kotaku (7 марта 2013). Дата обращения: 6 июля 2013. Архивировано 12 мая 2013 года.
33. ↑  THE ULTIMATE RPG PARTY REVEALED (англ.). IGN (17 декабря 2014). Дата обращения: 19 марта 2020. Архивировано из оригинала 17 декабря 2014 года.
34. ↑  Tyler Wilde. Ranking the best and worst of the Mass Effect games (англ.). PC Gamer (7 августа 2015). Дата обращения: 18 марта 2020. Архивировано 11 августа 2015 года.
35. ↑  «Guinness World Records 2016: Gamer’s Edition.» Guinness World Records. September 2014. Page 95.
36. ↑  Wes Fenlon. The Mass Effect companions, ranked from worst to best (англ.). PC Gamer (14 декабря 2016). Дата обращения: 16 марта 2020. Архивировано 1 июня 2022 года.
37. ↑  Kelly, Andy. The best and worst BioWare companions (англ.). PC Gamer (26 августа 2014). Дата обращения: 14 сентября 2014. Архивировано 24 сентября 2014 года.
38. ↑  Guinness World Records Gamer's Edition 2015 Ebook :  [англ.]. — Guinness World Records, 2014, 2014-11-06. — ISBN 978-1-90884-371-5.
39. ↑  McElroy, Justin. Interview: BioWare's Casey Hudson on the making of Mass Effect 2 (англ.). Joystiq (15 июня 2010). Дата обращения: 27 июня 2013. Архивировано из оригинала 20 июня 2013 года.
40. ↑  Reparaz, Mikel. 12 gaming mysteries we want solved in 2011 (англ.). GamesRadar (27 января 2011). Дата обращения: 22 февраля 2013. Архивировано 3 апреля 2015 года.
41. 1 2  Liebl, Matt. Mass Effect 3 fans upset with BioWare's use of stock image (англ.). GameZone (8 марта 2012). Дата обращения: 22 февраля 2013. Архивировано 16 июня 2013 года.
42. ↑  Schreier, Jason. Gamers Are Now Angry at BioWare Because of An Image in Mass Effect 3 (SPOILER) (англ.). Kotaku (7 марта 2012). Дата обращения: 22 февраля 2013. Архивировано 27 января 2013 года.
43. ↑  Plunkett, Luke. Designing a Better Face for Mass Effect's Tali (англ.). Kotaku (24 мая 2012). Дата обращения: 22 февраля 2013. Архивировано 26 октября 2012 года.
44. ↑  Hernandez, Patricia. Four Years Later, Mass Effect Fans Are Still Trying To 'Fix' Tali's Sex Scene [NSFW] (англ.). Kotaku Australia (4 октября 2016). Дата обращения: 13 апреля 2023. Архивировано 13 апреля 2023 года.
45. ↑  Yin-Poole, Wesley. Mass Effect Legendary Edition changes Tali's controversial cabin photo (англ.). Eurogamer (15 мая 2021). Дата обращения: 16 мая 2021. Архивировано 19 февраля 2022 года.
46. ↑  Plunkett, Luke. Get A Good Look At Those Mass Effect 2 Figures (англ.). Kotaku (4 марта 2010). Дата обращения: 29 июня 2013. Архивировано 23 мая 2014 года.
47. ↑  Plunkett, Luke. If Only Mass Effect́s Toys Were Actually This Good (англ.). Kotaku (5 июля 2011). Дата обращения: 29 июня 2013. Архивировано 28 октября 2015 года.
48. ↑  Lada, Jenni. Comic-Con 2012: Square Enix making FemShep and Tali Play Arts Kai figures (англ.). GamerTell (12 июля 2012). Дата обращения: 29 июня 2013. Архивировано 15 июля 2012 года.
49. ↑  Plunkett, Luke. BioWare Turns More Fan Art Into Official Mass Effect Merch (англ.). Kotaku (19 июня 2012). Дата обращения: 29 июня 2013. Архивировано 24 мая 2013 года.
50. ↑  Plunkett, Luke. Get a Cerberus Flush with Mass Effect (and Dragon Age) Playing Cards (англ.). Kotaku (10 октября 2011). Дата обращения: 3 июня 2023. Архивировано 20 декабря 2016 года.
51. ↑  GameSpot Holiday Gift Guide 2012 - Mass Effect Playing Cards (англ.). GameSpot (16 ноября 2012). Архивировано из оригинала 2 октября 2013 года.